# Пипа, Александр Иванович

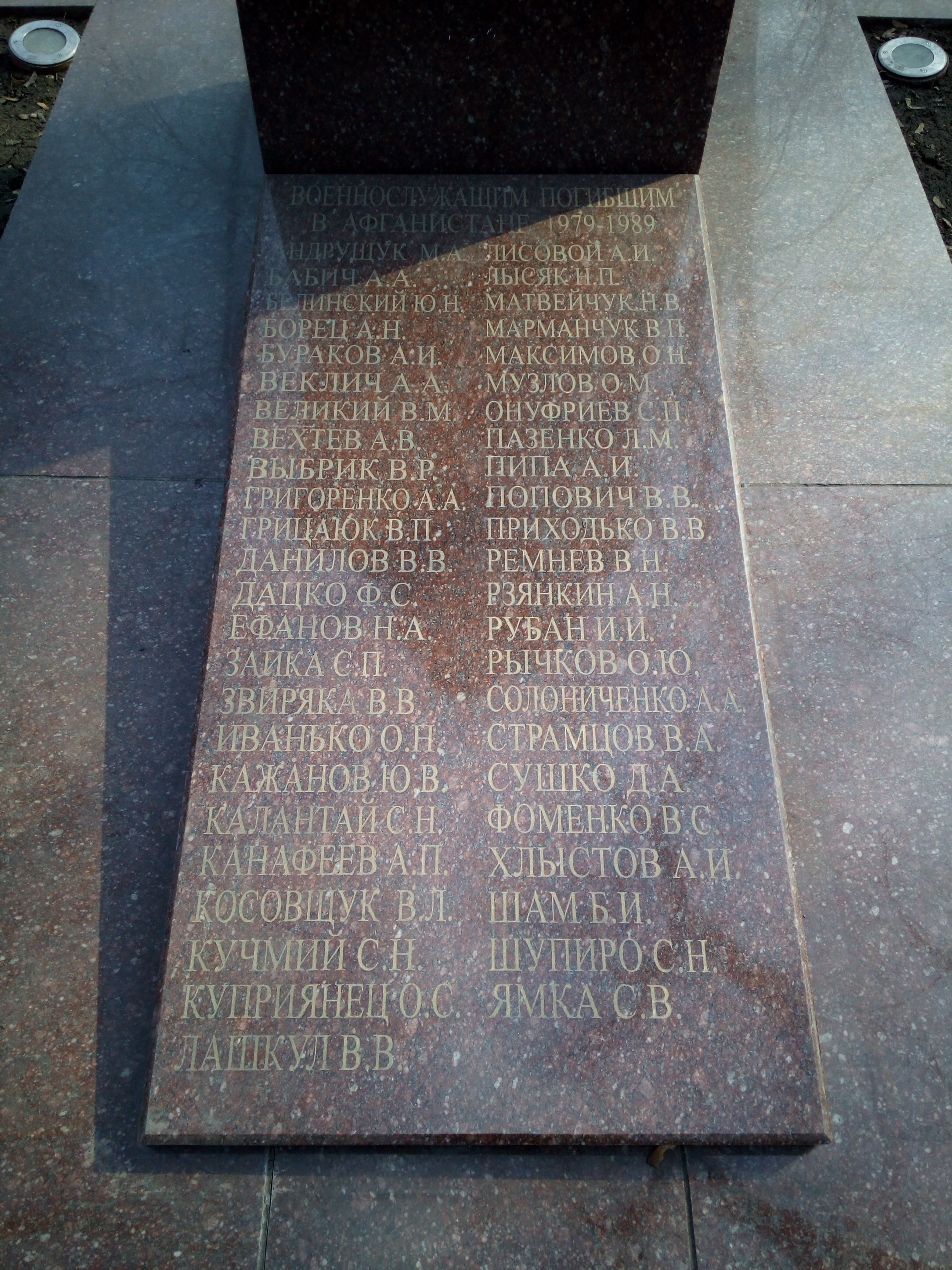
Имя на памятнике воинам-интернационалистам на Дзержинке (Кривой Рог)

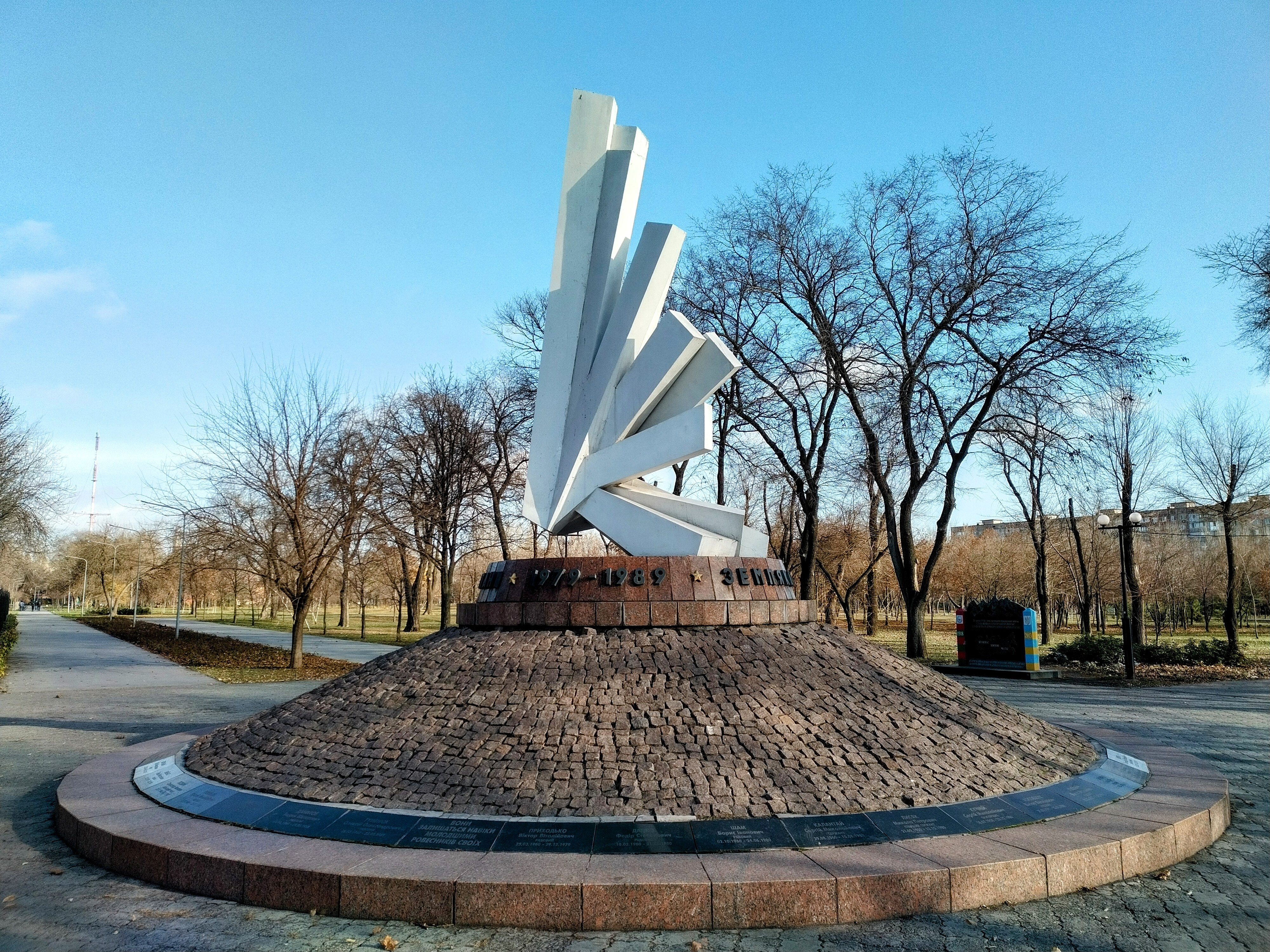
Имя на памятнике воинам-интернационалистам в Юбилейном парке (Кривой Рог)

Пипа Александр Иванович (17 июля 1960, Кривой Рог, Днепропетровская область — 11 мая 1982, Афганистан) — советский военнослужащий, рядовой, стрелок, участник Афганской войны.

## Биография
Родился 17 июля 1960 года в городе Кривой Рог Днепропетровской области УССР в рабочей семье.
Окончил среднюю школу № 43 и Криворожский машиностроительный техникум. 
15 мая 1980 года призван в Вооружённые силы СССР Саксаганским районным военным комиссариатом Кривого Рога. В августе 1981 года в звании рядового направлен в состав ограниченного контингента советских войск в Афганистане, служил стрелком в 177-м мотострелковом полку (в/ч пп 51863). Неоднократно принимал участие в боевых операциях.
Погиб в бою 11 мая 1982 года.
Похоронен в Кривом Роге на Центральном кладбище (участок 1, ряд 4, могила 158).

## Награды
- Орден Красной Звезды (посмертно)[1][2].

## Память
- Имя на памятнике воинам-интернационалистам Днепропетровщины, погибшим в Афганистане (Днепр)[4];
- Имя на памятнике воинам-интернационалистам на Дзержинке (Кривой Рог);
- Имя на памятнике воинам-интернационалистам в Юбилейном парке (Кривой Рог).